# Epigram
Epigram je kratka, jednostavna, ali domišljata i u pravilu pamtljiva izjava. Potiče od grčke riječi ἐπίγραμμα epigramma "natpis" koja je ispočetka označavala natpise na javnim zgradama, nadgrobnim spomenicima i drugim objektima, da bi se s vremenom u antici razvila u posebnu pjesničku vrstu. Epigrami najčešće imaju političko ili didaktičko značenje. 
Razvoj epigrama se posebno može zahvaliti Marcijalovom utjecaju.